# Mark Alford
Mark Allen Alford, né le 4 octobre 1963 à Baytown, au Texas, est un homme politique américain et ancien présentateur de journal. Membre du parti républicain, il est le représentant pour le 4e district du Missouri depuis 2023.

## Jeunesse et carrière
Alford nait à Baytown,. Il fréquence Sterling High School puis l'université du Texas à Austin, mais quitte l'université sans avoir obtenu son diplôme.
Alford travaille pour KPRC-TV à Houston en tant que journaliste et présentateur de fin de semaine pour News 2 Houston de 1995 à 1998. Avant cela, il est présentateur pour KDFW-TV à Dallas et reporteur pour WPTV-TV à West Palm Beach, KWTX-TV à Waco et KXAN-TV à Austin. En 1998, il fait son entrée à WDAF-TV à Kansas City en tant que présentateur pour Fox 4 News et y reste pendant vingt-trois années. Il annonce sa démission le 8 octobre 2021.

## Chambre des représentants des États-Unis
Le 27 octobre 2021, Alford annonce sa candidature pour la Chambre des représentants des États-Unis dans le 4e district congressionnel du Missouri, alors représenté par la républicaine Vicky Hartzler qui a choisi de se présenter au Sénat plutôt que de briguer sa réélection. Le 2 août 2022, il remporte la primaire républicaine contre six concurrents, dont le sénateur d'État Rick Brattin,. Quelques jours avant l'élection générale, il reçoit le soutien de l'ancien président Donald Trump après que le  Kansas City Star a publié la veille des témoignages de plusieurs de ses anciens collègues de Fox 4 News l'accusant de comportements toxiques hors antenne,. Il remporte l'élection générale du 8 novembre 2022.
Le 31 mai 2023, il fait partie des 71 républicains qui votent contre le Fiscal Responsibility Act of 2023, le projet de loi résultant de l'accord entre Joe Biden et Kevin McCarthy pour mettre fin à la crise du plafond de la dette.
Candidat à sa réélection en 2024, il remporte un second mandat contre la démocrate Jeanette Cass.

## Vie privée
Alford et sa femme, Leslie, ont trois enfants. Ils vivent à Raymore, une banlieue de Kansas City. Alford est membre de l'Evangel Church, une méga-église associée aux Assemblées de Dieu et située à Kansas City.